# Madonna mit Kind (Rocles)

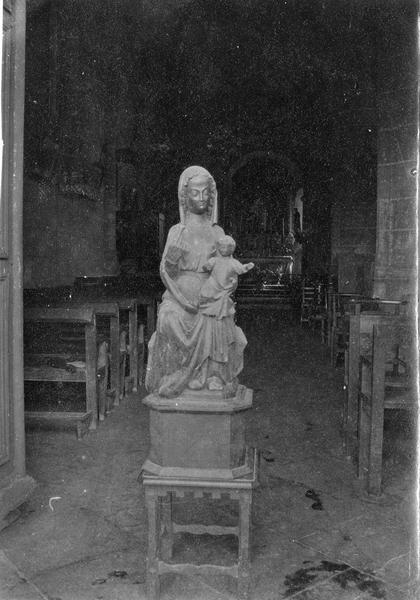
Madonna mit Kind in Rocles

Die Skulptur Madonna mit Kind in der Kirche St-Saturnin in Rocles, einer französischen Gemeinde im Département Allier der Region Auvergne-Rhône-Alpes, wurde Ende des 13. Jahrhunderts geschaffen. Im Jahr 1907 wurde die gotische Skulptur als Monument historique in die Liste der denkmalgeschützten Objekte (Base Palissy) in Frankreich aufgenommen.
Die 80 cm hohe Skulptur aus Holz ist lediglich gewachst. Das Jesuskind sitzt auf dem linken Arm von Maria.   